# Heeresgruppe E
Il Gruppo d'armate E (tedesco: Heeresgruppe E) fu un'unità militare della Wehrmacht, operativa nel settore dei Balcani nel corso della seconda guerra mondiale.

## Creazione e prime operazioni
Il Gruppo d'armate E fu costituito il 1º gennaio 1943, utilizzando per lo più divisioni precedentemente inquadrate nella XII Armata. Fino al 26 agosto 1943 il comandante del Gruppo d'armate E fu anche comandante in capo della Wehrmacht nel teatro di guerra sud-orientale (tedesco: Oberbefehlshaber Südost); in quella data il ruolo di Oberbefehlshaber Südost passò infatti al comandante del neo-costituito Gruppo d'armate F, da cui il Gruppo d'armate E sarebbe formalmente dipeso.
Inizialmente le divisioni che componevano il Gruppo d'armate E furono occupate in attività di controllo del territorio e di repressione partigiana in diversi punti della penisola balcanica: dalla Grecia a Creta, dalla Serbia alla Croazia. Dopo la creazione del Gruppo d'armate F, l'Alto Comando tedesco decise di affidare al Gruppo d'armate E unicamente il controllo del territorio greco e delle isole egee, lasciando la responsabilità della difesa del territorio jugoslavo al nuovo gruppo di armate.

## Attività anti-partigiane
La principale attività del Gruppo d'armate E dopo la sua costituzione fu quella di controllo del territorio, con particolare riferimento all'organizzazione di attività anti-partigiane in Grecia e Jugoslavia. Il caos creato dai gruppi di resistenza all'occupazione tedesca, infatti, rischiava di destabilizzare troppo un'area dal valore strategico fondamentale per il Reich; fu così che, anche per prevenire eventuali mosse ostili degli Alleati, Hitler ordinò al Gruppo d'armate E di eradicare le attività partigiane, imponendo se necessario "il silenzio del sepolcro".
Le truppe di quest'unità furono quindi coinvolte in azioni particolarmente dure e sanguinose di repressione, come accadde nei casi dei massacri di Kalavryta e Distomo. In particolare, elementi del Gruppo d'armate E furono coinvolti in quattro grandi offensive contro le posizioni della resistenza jugoslava, che rappresentava una vera e propria spina nel fianco per la Wehrmacht.

## Dopo la resa italiana
La resa italiana dell'8 settembre 1943 mise in pericolo le posizioni della Wehrmacht in tutta la penisola balcanica; difatti il Regio Esercito occupava ampie zone in territorio greco e jugoslavo. Dopo la capitolazione italiana, la necessità di ristabilire la sicurezza dell'area impose alla Wehrmacht di agire rapidamente.
Il Gruppo d'armate E fu quindi impegnato a disarmare le unità italiane ancora operative e a occupare militarmente le posizioni in territorio greco fino ad allora difese dalla XI Armata italiana, tra cui quelle nelle isole del Dodecaneso. Nello scacchiere dell'Egeo il Gruppo d'armate E aveva disponibili, tra le altre, sette divisioni e due brigate in Grecia, oltre ad una divisione a Rodi. Queste unità furono impegnate in uno scontro con le forze dell'esercito britannico e italiano; la battaglia fu portata a conclusione in breve tempo, con un pieno successo delle forze tedesche.
Le sole unità di terra, in svantaggio numerico su quelle anglo-italiane, non avrebbero mai potuto conseguire un così rapido e schiacciante successo senza il supporto dei bombardieri e cacciabombardieri della Luftwaffe, impegnata nell'area con il X Fliegerkorps appartenente al Luftwaffenkommando Südost (comando Luftwaffe sud-est) agli ordini del generale Martin Fiebig.
Nel quadro di questi scontri, va segnalato il ruolo che il comando del Gruppo d'armate E svolse nell'episodio dell'eccidio di Cefalonia. Fu infatti il Comandante di quest'unità, Colonnello Generale Alexander Löhr, a rifiutare qualsiasi forma di accordo pacifico con le truppe italiane della Divisione Acqui che occupavano Cefalonia. In ossequio alle disposizioni dell'Operazione Achse, decise di inviare truppe di rinforzo alle posizioni tedesche nell'isola e ordinò agli italiani di arrendersi consegnando le armi oppure di combattere con i tedeschi. Al rifiuto della Divisione Acqui di accettare i termini di resa, seguirono giorni di scontri violenti, che videro gli italiani soccombere a causa della fine di munizioni e rifornimenti: tra il 23 e il 28 settembre i tedeschi sterminarono più di 5.000 soldati e 129 ufficiali. Dei soli 163 superstiti alcuni furono deportati in Germania, Russia o Polonia (Auschwitz e Treblinka), da dove molti non fecero più ritorno.

## La resa
L'avanzata sovietica del 1944 mise in crisi l'intero dispositivo di difesa della Wehrmacht sul fronte orientale. Le defezioni della Romania e della Bulgaria, oltretutto, aprirono un enorme varco verso i Balcani alle forze sovietiche; in questo contesto, le forze del Gruppo d'armate E ancora presenti in Grecia correvano il rischio di essere accerchiate e isolate dalle linee di rifornimento.
Questa situazione convinse l'Alto Comando tedesco a ritirare le sue truppe dalla Grecia, diventata ormai difficilmente difendibile. Nell'ottobre del 1944, così, il Gruppo d'armate E iniziò a ritirarsi verso nord, pur lasciando circa 26.000 uomini a difesa di Creta, Rodi e altre isole egee.
Nella primavera del 1945, quando ormai i sovietici erano penetrati profondamente attraverso i Balcani e la resistenza jugoslava stava infliggendo duri colpi alla Wehrmacht, il Gruppo d'armate E continuò a ripiegare verso nord, con l'obiettivo di raggiungere l'Austria o il sud della Germania.
I resti del Gruppo d'armate F, che avevano difeso le posizioni nei Balcani sotto il comando di Maximilian von Weichs, furono uniti al Gruppo d'armate E il 25 marzo 1945. Da quel giorno il comandante del Gruppo d'armate E tornò comandante in capo dell'intero settore sud-orientale del fronte (Oberbefehlshaber Südost).
Dopo aver opposto tenace resistenza durante l'inverno 1944-45, il Gruppo d'armate E venne sconfitto nella primavera 1945 dall'offensiva generale dell'Esercito jugoslavo di Josip Broz Tito e iniziò a ripiegare verso l'Austria evacuando gli ultimi territori occupati nei Balcani. Dopo una drammatica ritirata, il Gruppo d'armate E, in cui combattevano oltre ai tedeschi, reparti collaborazionisti croati, sloveni, cetnici e cosacchi, venne accerchiato dagli jugoslavi a Poljana, sul confine austriaco-sloveno, e costretto alla resa il 15 maggio 1945.

## Linea di comando

### Comandante in capo
- 1º gennaio 1943 - 9 maggio 1945, Generaloberst Alexander Löhr

### Capo di Stato Maggiore
- 1º gennaio - 23 agosto 1943, Generalleutnant Hermann Foertsch
- 23 agosto 1943 – 15 maggio 1944, Generalmajor August Winter
- 15 maggio 1944 – 9 maggio 1945, Generalmajor Erich Schmidt-Richberg

### Primo ufficiale di Stato Maggiore
- 1º gennaio – 10 dicembre 1943, Oberst Hans-Joachim Schipp von Branitz
- 10 dicembre 1943 – 1º settembre 1944, Oberstleutnant Maximilian Leyherr
- 1º settembre – 25 settembre 1944, Oberstleutnant Helmut Siemoneit
- 25 settembre 1944 – 9 maggio 1945, Oberstleutnant Oswald Resseguier